# 湯姆·謝立克
湯瑪士·威廉·謝立克（英語：Thomas William Selleck，/ˈsɛlɪk/，1945年1月29日—）是一名美國男演員和製片人。他最著名的角色是電視劇《夏威夷神探》（1980年至1988年）中主演的湯瑪士·馬格農。自2010年以來，謝立克在《警網急先鋒》中主演紐約市警察局長法蘭克·雷根。從2005年開始，他還在羅伯·派克小說改編的多部電視電影中飾演傑西·史東。
在電影圈，謝立克的著名作品如《三個奶爸一個娃》（1987年）及其續集《三個奶爸一個妞》（1990年），還有《御準神偷》（1984年）、《捍衛遊俠》（1990年）和《棒球先生》（1990年）。
謝立克還是加州陸軍國民警衛隊的資深成員、美国全国步枪协会的發言人、《國家評論》雜誌廣告的代言人以及組織的共同創始人。

## 早期生活

### 家庭
湯姆·謝立克出生於密西根州底特律，是家庭主婦瑪莎·謝立克（Martha Selleck，娘家姓賈格爾；1921年至2017年）和房地產投資者兼行政人員羅伯特·迪安·謝立克（Robert Dean Selleck，1921年至2001年）的兒子。他有一個哥哥羅伯特（Robertk，出生於1944年）、一個妹妹瑪莎（Martha，生於1954年）和一個弟弟丹尼爾（Daniel，生於1950年）。
他的父親主要是英國血統，但也有遠古的德國血統，而他的母親是英國血統。透過完全父系的關係，謝立克是英國殖民者大衛·謝立克（David Selleck）的直接後裔，他於1633年從英格蘭薩默塞特移居到馬薩諸塞州。謝立克是他的家人在北美出生的第11代。
謝立克的家人於1948年移居到加利福尼亞州舍曼奧克斯。

### 教育
謝立克1962年畢業於葛蘭特高中，之後就讀洛杉磯谷學院，住在家裡並存錢。大三時，他在籃球獎學金的幫助下轉到南加州大学，並效力於特洛伊男子籃球隊。他是西格瑪志兄弟會和特洛伊騎士成員。在謝立克攻讀工商管理專業時，一名戲劇教練建議他嘗試表演，並在他大三的時輟學。隨後到麥爾頓·卡特賽拉斯的比佛利山劇院學習表演。

### 加州國民警衛隊
越南戰爭期間收到通知後，謝立克加入了加州陸軍國民警衛隊。1967年至1973年，他在第160步兵第1營服役。

## 外部連結
- 湯姆·謝立克在互联网电影资料库（IMDb）上的資料（英文）
- 互聯網百老匯資料庫（IBDB）上湯姆·謝立克的資料（英文）
- C-SPAN內的頁面（英文）